# جورج ديزي
جورج ديزي (بالإنجليزية: George Daisy)‏ هو لاعب كرة قاعدة أمريكي، ولد في 9 مارس 1857 في غلوستر في الولايات المتحدة، وتوفي في 17 أبريل 1931 في كمبرلاند في الولايات المتحدة.

## وصلات خارجية
- جورج ديزي على موقعبيزبول رفرنس.كوم (الدوري الرئيسي) (الإنجليزية)
- جورج ديزي على موقعبيزبول رفرنس.كوم (الدوري الثانوي) (الإنجليزية)